# Жан Дюмюр
Жан Дюмюр (справжнє ім'я Жан Ешбахер) — видатний швейцарський письменник, есеїст і журналіст. Він народився 10 січня 1930 року в Невшателі, а помер 2 лютого 1986 року в Женеві.

## Кар'єра в журналістиці та на телебаченні
Жан Дюмюр розпочав свою кар'єру після вивчення літератури. Він працював лондонським кореспондентом для газети Gazette de Lausanne та Radio Suisse Romande. Його професійний шлях продовжився на керівних посадах:
1969 – 1972: головний редактор газети Tribune de Lausanne.
1972  – 1982: керівник відділу новин на телеканалі Télévision Suisse Romande (TSR).
З 1982 року: директор програм TSR.
Під час роботи на телебаченні Жан Дюмюр створив франкомовну телевізійну новинну програму, яка була незалежною від німецькомовної редакції. Завдяки цьому він та його команда забезпечили телеканалу TSR міжнародну аудиторію. За свій репортаж про передвиборчу кампанію Роберта Кеннеді Дюмюр був удостоєний премії «Еммі».

## Творчість
Жан Дюмюр є автором низки важливих робіт:
1962: книга про Кубу.
1979: праця про журналістику, написана спільно з журналістами Salut.
Він також відомий як автор двох детективних романів:
«За все золото світу» (Pour tout l'or du monde), 1983.
«Швейцарський шоколад» (Swisschoc), 1985.
На честь Жана Дюмюра та його внеску в журналістику в 1986 році декількома франкомовними головними редакторами була заснована Премія Жана Дюмюра.

## Додатки

### Пов’язана стаття
- Премія Жана Дюмюра